# Бодипо, Родольфо
Родо́льфо Боди́по Ди́ас (исп. Rodolfo Bodipo Díaz; род. 25 октября 1977[…], Дос-Эрманас) — испанский футболист, нападающий; тренер. 

## Карьера

### Клубная
Бодипо начинал профессиональную карьеру в клубе «Депортиво Исла Кристина» в 1997 году. После этого он до 2006 года играл за несколько испанских команд: «Рекреативо», «Расинг» из Сантандера, «Депортиво Алавес». В сезоне 2004/05, играя за последний клуб, Бодипо забил 16 мячей в 39 матчах. Тем самым он помог «Депортиво Алавес» подняться из Сегунды в Примеру.
В 2006 году Бодипо перешёл в клуб «Депортиво Ла-Корунья». Здесь он провёл 4 следующих сезона. В сезоне 2006/07 нападающий смог выйти только в 7 матчах из-за серьёзной травмы крестообразных связок. В сезоне 2008/09 Бодипо сделал хет-трик в матче группового раунда Кубка УЕФА против «Нанси». В испанском чемпионате он забил лишь однажды, отличившись с пенальти во встрече с «Хетафе». После неудачного сезона 2009/10, в котором Бодипо ни разу не отличился в 15 матчах, футболист был арендован клубом «Васлуй», выступающим в чемпионате Румынии. Спустя месяц он вернулся в Испанию, где отправился в аренду в «Эльче».

### В сборной
Бодипо дебютировал в сборной Экваториальной Гвинеи в 2003 году. 3 сентября 2006 года футболист забил решающий мяч во встрече со сборной Либерии в рамках отборочного турнира Кубка африканских наций (итоговый счёт — 2:1). В составе национальной команды он участвовал в отборочных этапах к чемпионатам мира-2006 и 2010. 6 сентября 2008 года нападающий реализовал пенальти в ворота сборной Сьерра-Леоне, но в итоге Экваториальная Гвинея проиграла со счётом 1:2.